# Приморск (Украина)
Примо́рск (укр. Приморськ) — город в Бердянском районе Запорожской области Украины, административный центр Приморской городской общины (до 2020 года являлся административным центром упразднённого Приморского района и составлял Приморский городской совет, в который также входили посёлки Набережное, Подспорье и село Камышеватка). После российского нападения на Украину находится под российской оккупацией.

## Географическое положение
Город находится в 2 километрах от Азовского моря на обоих берегах реки Обиточная. Ниже по течению на расстоянии в 3,5 км расположено село Камышеватка, выше по течению на расстоянии в 0,5 км — село Бановка.

## История
Первые сведения о поселении ногайцев на реке Обиточной датируются 1770 годом.
В 1800 году граф Василий Орлов-Денисов основал селение Обиточное (Денисовка) на пожалованных казной землях на левом берегу р. Обиточной ниже впадения в неё р. Кильтичия. Заселять селение начали в 1807 году крепостными Орлов-Денисова из Курской, Калужской и Владимирской губерний.
В апреле 1808 года приставом ногайских орд был назначен граф Яков Де-Мезон, резиденция которого находилась в местечке Обиточном на правом берегу реки.
В 1817 году Новороссийский генерал-губернатор Ришельё начал строительство Азовского порта. Строительство началось в устье реки Обиточной, но вскоре стало ясно, что для порта место было выбрано неудачно, вследствие чего порт был построен на восточном берегу Бердянского залива на территории современного Бердянска.
В 1821 году местечко Обиточное на правом берегу реки Обиточная преобразовано в город Ногайск, заштатный город Бердянского уезда Таврической губернии Российской империи.
В 1814 году было завершено строительство храма Святой Троицы в честь победы в войне 1812 года. В 1836 году на его месте завершили возведение каменного храма, в перестроенном виде сохранившегося по сей день (единственный из 3-х церквей Ногайска).
До 1832 года в Ногайске, по-ногайски именуемое Ялангач, было главное управление Начальников ногайцев. В 1883 году в городе открыто ремесленное училище. В 1896 году в городе проживали 4140 человек, в 1926 году — 4523.
Во время гражданской войны в 1919 году в городе был создан и удачно действовал 1-й Ногайский повстанческий отряд (командир Г. З. Голик, политком А. Д. Леванисов).
22 октября 1938 года Ногайск получил статус посёлка городского типа.
В ходе Великой Отечественной войны в 1941—1943 годах посёлок был оккупирован немецкими войсками. 18 сентября город был освобождён (дата отмечается как день города).
В 1964 году пгт. Ногайск переименован в пгт. Приморское.
В 1967 году отнесён к категории городов районного подчинения и повторно (первый раз в 1896 году) присвоен статус города. 
В 1972 году название города — Приморское — было уточнено на Приморск.
В июле 1995 года Кабинет министров Украины утвердил решение о приватизации находившихся здесь райсельхозтехники и райсельхозхимии.
В 2022 году в ходе вторжения России на Украину город был оккупирован российскими войсками.

## Население
Согласно данным 1910 года город Ногайск насчитывал 6129 жителей, в том числе 1200 евреев и 237 армян. В городе не тот момент имелась одна православная и одна армянская церкви, а также синагога. Кроме этого было две больницы; два средних учебных заведения (муж. и жен.) и пять начальных школ. Имелось также четыре ярмарки (скот и мануфактура). Бюджет же города составлял — 41300 рублей.
В 1959, по переписи, население составляло 9634 чел.(м-4207, ж-5427).
В 1970 году население составляло 9996 чел.(м-4589, ж-5407), в 1974 году — 11,9 тыс. человек, здесь действовали Приморский завод металлоизделий, кирпичный завод, хлебозавод, рыбколхоз «Ударники моря», совхоз Приморский, аэропорт и Ногайский совхоз-техникум.
В январе 1989 года численность населения составляла 13 965 человек, крупнейшим предприятием в это время являлся завод металлоизделий. В 1993 году население достигло максимальной численности 14400 человек и в последующие годы уменьшается.
На 1 января 2013 года численность населения составляла 12 208 человек.
По данным переписи 2001 года украинцы составляли 61,28 % населения города, русские — 28,08 %, болгары — 8,28 %, представители других национальностей — 2,36 %.

### Языковой состав
Родной язык населения по данным переписи 2001 года:
| Язык       | Численность, чел. | Доля     |
| ---------- | ----------------- | -------- |
| Украинский | 3 212             | 24,98 %  |
| Русский    | 9 437             | 73,38 %  |
| Болгарский | 170               | 1,32 %   |
| Другое     | 41                | 0,32 %   |
| Итого      | 12 860            | 100,00 % |

## Достопримечательности

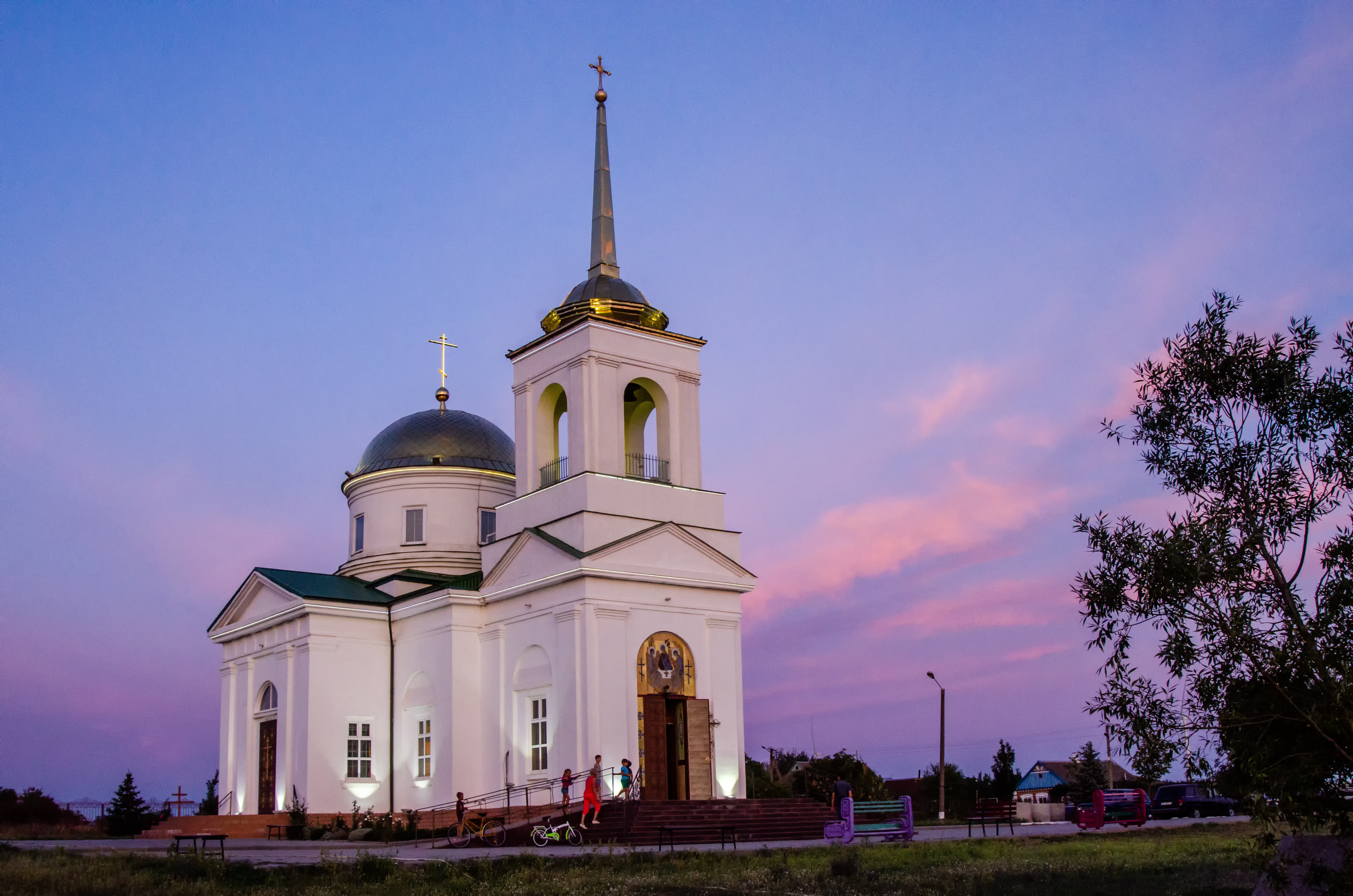
Свято-Троицкий храм

На косе Обиточной расположен основанный в 1980 году ландшафтный заказник площадью около 9 тыс. га, из них 1,5 га заповедны.
В основании косы Обиточная по дороге из Приморска в сторону Набережного в результате геологоразведки во второй половине XX века был обнаружен солёный йодобромистый минеральный целебный источник. Поскольку первоначально вода из источника оказалась непригодной для питья, скважину забросили, и только в 2000-х пошли слухи о его целебных свойствах (в настоящее время они научно не доказаны). При этом считается, что приморская минеральная вода помогает при лечении кожных заболеваний и нарушениях ЖКТ, заживляет раны, избавляет от проблем с суставами.
В городе сохранилось несколько зданий XIX века, Свято-Троицкий храм, здание Украинско-болгарского лицея, краеведческого музея, на территории которого находятся 8 каменных фигур «половецких баб».

## Экономика
- 42 оздоровительных организации.
- В 2019 году на берегу моря восточнее города была построена Приморская ветроэлектростанция.

## Социальная сфера
- 3 школы.
- Приморский региональный украинско-болгарский лицей.
- Приморский аграрный лицей.
- Ногайский профессиональный колледж Таврического государственного агротехнологического университета.
- Областная физиотерапевтическая больница.
- центральный военный санаторий «Приморский»[22]

## Транспорт
Через город проходит автомагистраль государственного значения М-14 (E 58) (Рени — Одесса — Ростов-на-Дону).
Железной дороги нет. Ближайшая железнодорожная станция расположена на расстоянии 32 км — Елизаветовка на линии Бердянск — Верхний Токмак.
Ближайшие города (расстояние по автомагистралям): Мелитополь — 80 км (запад), Токмак — 91 км (север), Бердянск — 32 км (восток); до областного центра (Запорожье) — 176 км.

## Раскопки
В 1940 году недалеко от Ногайска в береговых обнажениях был найден «Ногайский слон» — почти полный скелет южного мамонта (Archidiskodon meridionalis). Во время оккупации скелет был вывезен в Германию, после войны находка была возвращена и сейчас экспонируется в Петербурге, в Зоологическом музее.

## Известные уроженцы
- Саул Раскин — американский художник
- Константин Петрович Бойко — советский государственный деятель
- Геннадий Иванович Ляшенко — Народный артист Украины (1996)
- Варбанский Александр Михайлович — (5.03.1923-22.01.2002) главный инженер Московского телецентра, начальник Главного управления космической и радиосвязи, лауреат Госпремии СССР, член Международной Академии астронавтики и редколлегий журналов «Радио», «Электросвязь», «Вестник связи».
- Корниенко Владимир Алексеевич — музыкант, композитор, автор гимна Приморска
- Савина (Топол) Наталья Григорьевна (1959—2024) — актриса театра кукол, ведущий мастер сцены, лауреат фестиваля «Золотая Маска» 2020